# Claude Richardet
Claude Richardet, né le 22 juin 1947 à Genève (Suisse), est un producteur, réalisateur, documentariste, journaliste et professeur franco-suisse de cinéma et d'audiovisuel.

## Biographie

### Jeunesse et formation
Claude Richardet naît le 22 juin 1947 à Genève. Il est le fils de Georges Richardet, ingénieur devenu professeur de métallurgie à la Haute École du paysage, d'ingénierie et d'architecture de Genève, et de Renée Vuataz, issue d'une famille d'herboristes genevois. Il est également le filleul d'André Chavanne, figure politique du canton de Genève.
L'herboristerie familiale du côté de sa mère, fondée en 1827, est située au n°28 de la rue Coutance à Genève, dans un bâtiment où vécut Jean-Jacques Rousseau de 1718 à 1722. Ce cadre expliquera par la suite le fort attachement de Claude Richardet vis-à-vis du philosophe des Lumières.
Il obtient un diplôme d'ingénieur en électrotechnique à la Haute École de l'Ingénierie de Genève en 1968, puis entreprend des études de sociologie à l'Université de Genève jusqu'en 1970,.

### Cinéma
En 1964, Claude Richardet a son premier contact avec le cinéma comme assistant cameraman sur le tournage de Rescapés de l'Amazonie. L’année suivante, en 1965, il écrit, réalise, monte, et sonorise La Pomme. En 1967, il présente Bohèmes mais pas beatniks au festival de Nyon. Le film est un reportage de vingt minutes tourné en une matinée, qui suit deux beatniks dans la ville de Genève,. Il est sélectionné pour le festival et remarqué par le jury, mais obtient un accueil mitigé du fait de la réticence du public à l'égard des beatniks.
Il réalise ensuite Trois petites lettres avec des amis du club Migros-Jeunesse, présenté au Théâtre-Club de Genève. Le film est très apprécié, et quelques amis le poussent à le présenter à Nyon. Celui-ci le remonte, le resonorise et refait quelques séquences. De 80 minutes, le film passe à 20 minutes et est renommé J’arriverai à 10 heures. Il remporte du même coup l’Écran d’argent, le prix du Club des cinéastes amateurs, le prix du Club jeunesse et le prix Panorama.
En 1968, il commence sa carrière dans le cinéma et la vidéo en enseignant ces disciplines au Cycle d’orientation de Genève et à l'École de culture générale jusqu'en 1983,,. Il préside également le groupe des enseignants d'« information générale », qui désigne alors un cours d'une heure destiné à traiter d'actualité ou du culture : arts plastiques, cinéma, littérature et musique notamment.
À l'École de culture générale, il crée un cours d’initiation à la vidéo. Le metteur en scène Pierre Naftule, lauréat de La Course autour du monde, est l’un de ses anciens élèves (1975 à 1983).
En 1969, il réalise le film de 13 minutes Vivre ou des fusils pourquoi ?, commandé par l'Association mondiale pour l'École instrument de paix, avec François Rochaix et Alain Chevallier,.

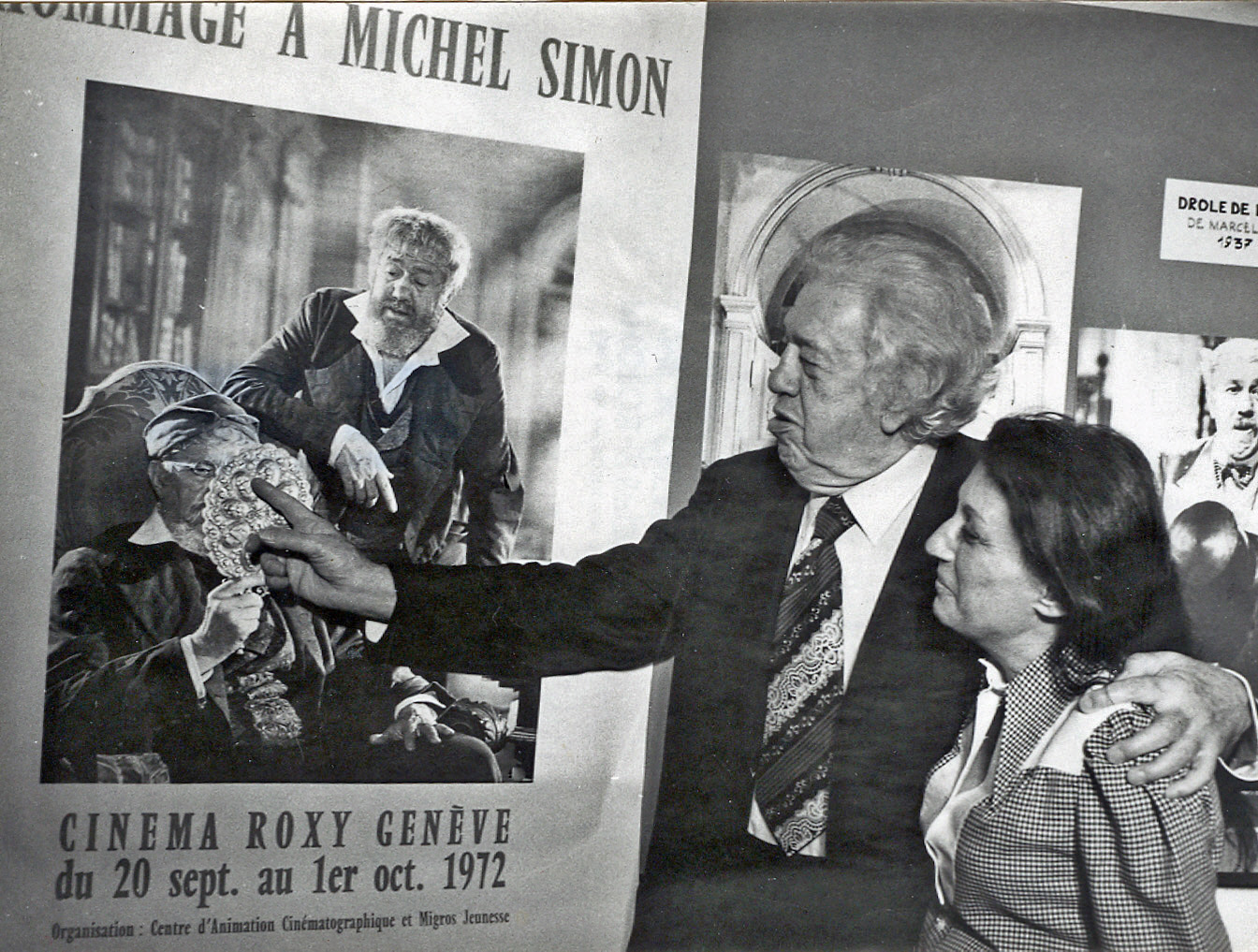
Michel Simon à Genève en 1972, à l'occasion de l'hommage qui lui est rendu dans sa ville natale.

En 1971 à l'âge de 24 ans, il fonde le Centre d’animation cinématographique au cinéma Voltaire de Genève avec François Roulet, qu'il dirige de 1971 à 1975,,,. La programmation de la salle du CAC-Voltaire débute en 1972 par un hommage à l’acteur Michel Simon en sa présence. La salle sera plus tard transférée aux cinémas du Grütli.
En 1973 et 1974, il organise avec Annie Lefèvre et l’historien du cinéma Jean Douchet un cycle d’initiation au cinéma et à la télévision dans le cadre des activités culturelles de l’Université de Genève.
En 1974, il participe, avec le Centre d’animation cinématographique, à l'organisation de « SAVI 74 », le  premier salon de la vidéo en Suisse, au Palais des expositions de Genève,.
Il fait partie des commissions de contrôle des films du département de Justice et Police de Genève (1972-1986) et de Cinéma-spectacles du département de l'Instruction publique de Genève (1973-1980).
Claude Richardet est membre du jury de plusieurs festivals de cinéma : 
- Festival du film des télécommunications, organisé par l'Union internationale des télécommunications à Genève en 1975 et 1979 ;
- Festival international du film francophone à Cabourg en 1977 ;
- Cinéma en marge, organisé par Pro Helvetia à Paris en 1978 ;
- Festival international de cinéma de Belfort en 1978.

### Vidéo

#### Productions vidéo

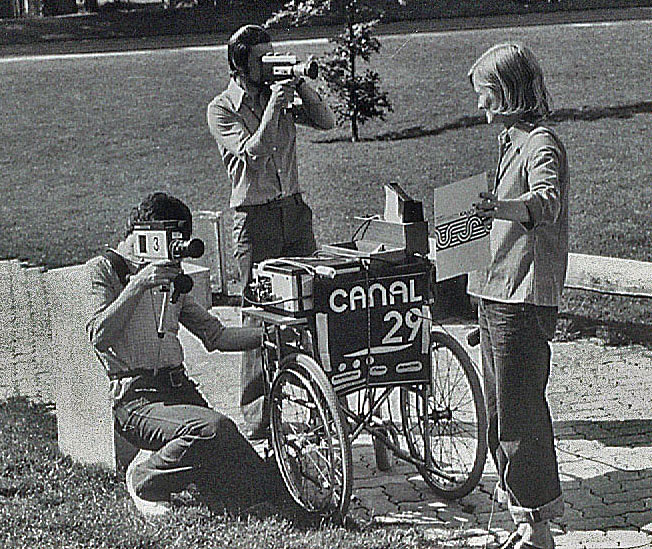
Première expérience de télévision locale à Genève aux Avanchets en 1977.

De 1976 à 1985, il crée avec Pierre Binggeli le premier studio vidéo privé en couleur en Suisse romande pour la réalisation de vidéos industrielles et publicitaires. Le studio participe notamment en 1977 à la première expérience de télévision locale (Canal 29) aux Avanchets, une cité située au nord-est du territoire de la commune suisse de Vernier dans le canton de Genève.
Il possède la licence exclusive du procédé d'animation américain Aniform's pour la France et la Suisse. Les personnages sont animés en direct et sont utilisés dans plusieurs émissions de la Télévision suisse romande. Le personnage de Victor est utilisé pour les cours de langues de l'institut Victor Ebner (1982 à 1985).
De 1986 à 1988, il anime avec le journaliste Christian Defaye des stages d’entreprises à l'expression télévisuelle pour de grandes entreprises suisses,.

#### Distribution de vidéocassettes
De 1978 à 1985, il est administrateur de la société « Vidéo Programs », qu'il crée à Genève lors de l’avènement des vidéocassettes pour distribuer dans les vidéoclubs de Suisse romande les catalogues des éditeurs français (Régie Cassette Vidéo, Proserpine) et américains (Paramount et Universal),.
En 1981, il est également membre fondateur de l’Association suisse du vidéogramme réunissant les distributeurs de vidéocassettes. En 1983 il crée la première chaîne des vidéoclubs pour les librairies Naville avec 35 magasins dans toute la Suisse romande.

### Journalisme

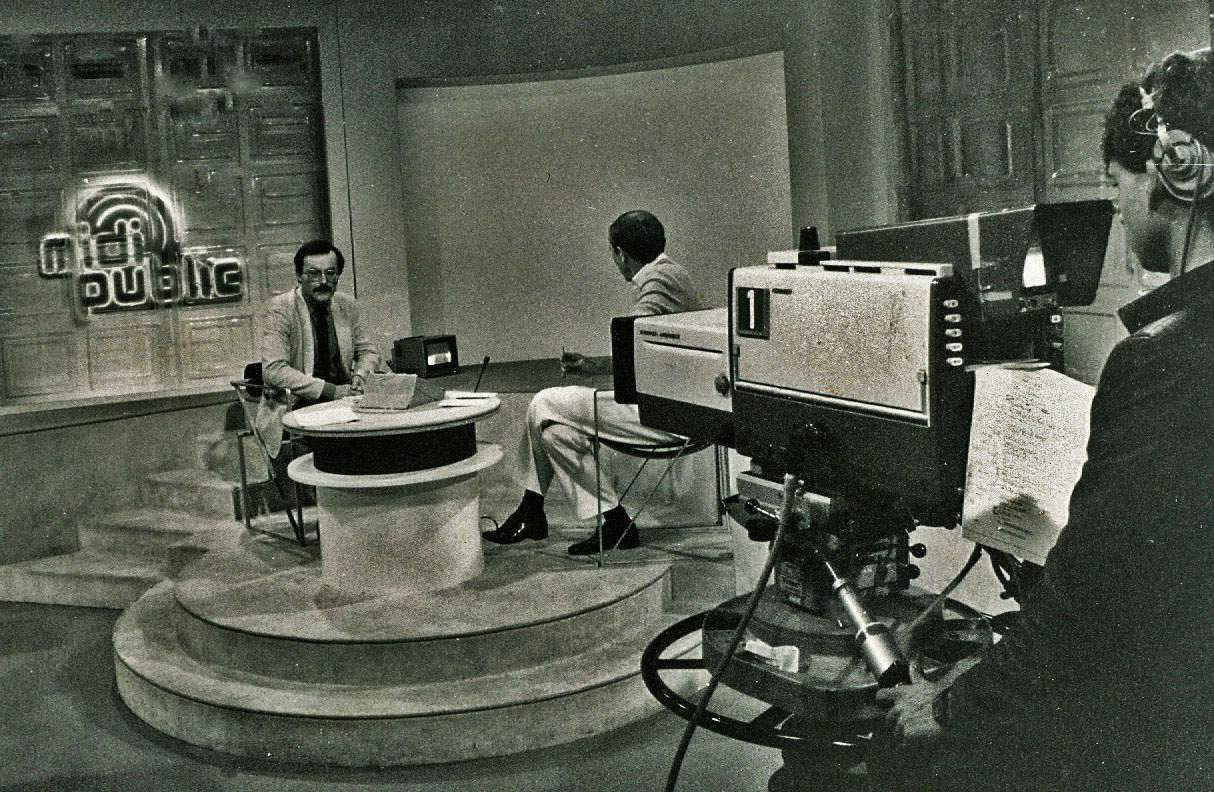
Claude Richardet dans l'émission Midi Public de la Télévision suisse romande, à propos des nouvelles sorties en vidéocassettes (1984).

Il écrit des articles sur le cinéma pour les journaux Coopération, le Journal de Genève et La Suisse de 1976 à 1980. Il conçoit ensuite les pages vidéo du journal La Suisse de 1982 à 1984, et il présente une rubrique sur les nouveautés des vidéocassettes dans l’émission Midi Public à la Télévision suisse romande en 1984,.

### CD-Rom et Internet
Dans le courant des années 1990, il s'intéresse aux possibilités offertes par le support CD-Rom et le développement d'Internet pour aborder la pédagogie d'une manière interactive et ludique.
En 1998 et 1999, il collabore avec le professeur Patrick Mendelssohn, fondateur de l'unité « Technologies de Formation et Apprentissage » (TECFA) de l'université de Genève, et devient ainsi le producteur de deux CD-Rom encyclopédiques dédiés à Voltaire et Jean-Jacques Rousseau. La réalisation technique des deux jeux est prise en charge par Index+, avec la collaboration de Wanadoo Editions et de l'Institut de France,. Les contenus du CD-Rom consacré à Jean-Jacques Rousseau sont supervisés par Raymond Trousson, et ceux du CD-Rom consacré à Voltaire le sont par René Pomeau,. Le CD-Rom Jean-Jacques Rousseau reçoit le « prix de l'éducation interactive 1999 ».
Toujours avec Patrick Mendelssohn, il participe à la même époque à la création d'un site Internet pédagogique intitulé « La Mémoire du Monde ». La mascotte du site, un garçon prénommé Arthur, accompagne l'internaute dans sa navigation à travers l'histoire de l'humanité. Le projet, initialement intitulé « Les Évolutions du Monde », est mené sous le patronage de l’Organisation des Nations unies pour l'éducation, la science et la culture (Unesco) et du Conseil de l'Europe, avec l’aide financière du Fonds national suisse de la recherche scientifique. Claude Richardet envisage d'adapter le concept du site sous forme de film, dont la réalisation aurait été confiée à François Reichenbach. L'intrigue du film se serait concentrée sur le personnage d'Arthur, qui serait tombé dans le cyclotron du CERN et aurait été projeté à différentes périodes-clés du développement de l'humanité, mais le projet n'est pas réalisé.

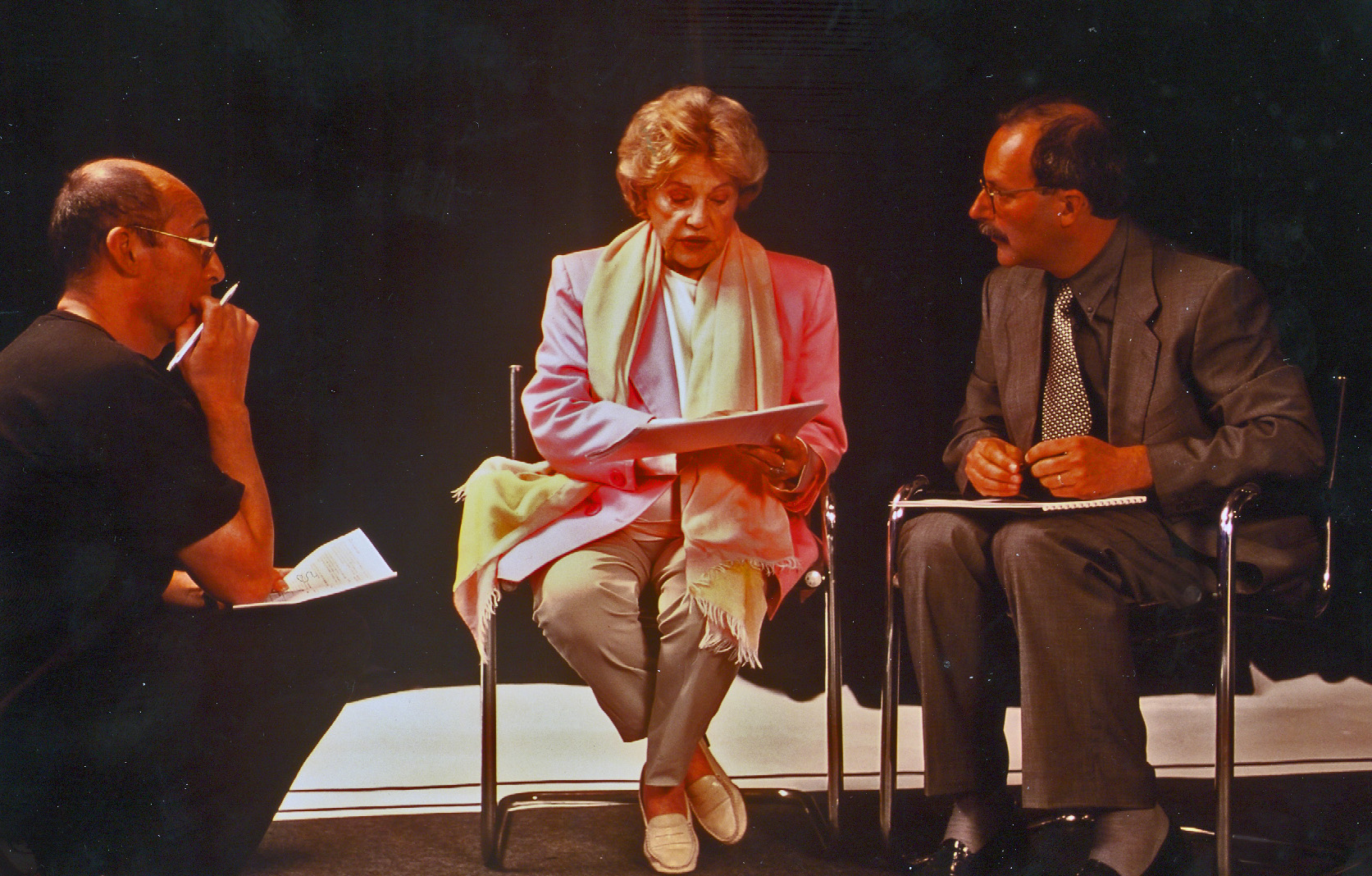
Claude Richardet (à droite) avec Jeanne Moreau (au centre) et Jean-Paul Prado du studio Galiléa (à gauche) sur le tournage du jeu Genesys (2000).

Claude Richardet, qui porte toujours un intérêt marqué pour les CD-Rom culturels, s'entretient alors avec Emmanuel Olivier, fondateur d'Index+, et donne une seconde vie à ce projet d'adaptation en reprenant l'idée sous forme de jeu vidéo. Le développement technique est confié au studio Galiléa, situé à Grenoble. Le jeu, Genesys, se présente comme une encyclopédie interactive et se fonde sur un travail d'historien pour découvrir l'évolution de l'humanité à travers différentes époques, allant de l'âge de pierre à l'ère informatique. L'actrice Jeanne Moreau est contactée par Claude Richardet via une amie commune, et participe au projet en tant que narratrice du jeu.
En 2004, dans le cadre du programme européen E-TEN, il fait évoluer le site « La Mémoire du Monde », qui devient le site « Memo », auquel sont ajoutés des contenus relatifs aux itinéraires de voyages culturels à réaliser en France et en Suisse romande. Le site est récompensé par le Prix Tourism@ Awards à Nice en 2004.

### Engagements locaux
En 2011, il s'installe avec son épouse dans la région de la Dombes et s'engage dès lors dans diverses activités locales.
Il est premier adjoint de la commune de Condeissiat de 2014 à 2017,, fonction qu'il exerce en parallèle de celle de Conseiller communautaire de la Communauté de Communes de Chalaronne-Centre.

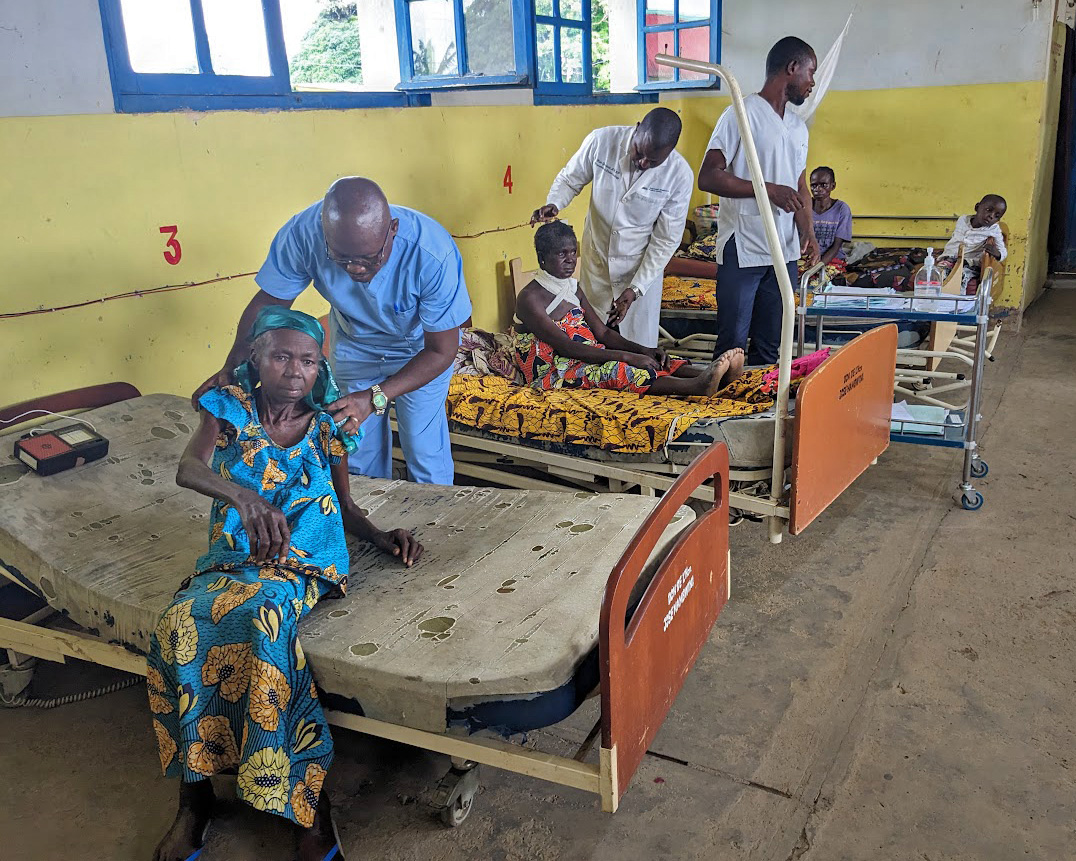
L'hôpital de brousse à Gombe-Matadi (Kongo Central)

En 2017, il organise avec le professeur congolais José Mambwini Kivuila-Kiaku l'opération « Des lits pour l'hôpital de Gombe-Matadi ». Il s'agit d'une opération humanitaire pour récupérer en France des lits médicaux destinés à la casse. Ces dons ont permis d'agrandir cet hôpital en pleine brousse dans la province du Kongo Central et de sauver de nombreuses vies,. 
En 2020, il travaille également sur la promotion d'itinéraires golfiques thématiques avec le Comité régional du tourisme de la région Auvergne-Rhône-Alpes.
Il initie STAR 3, un programme Interreg France-Suisse qui bénéficie d'un financement européen sur la Revalorisation des matières plastiques et textiles (2024 à 2026). Il consiste à poser les bases du développement d’une filière vertueuse de traitement et de valorisation des objets textiles et plastiques sur les territoires du Grand Genève et du département de l’Ain. Le chef de file français est l’Institut Français du Textile et de l’Habillement (IFTH) à Écully.

## Filmographie

### Réalisateur
- 1967 : Bohèmes, mais pas beatniks
- 1968 : J’arriverai à 10 heures
- 1969 : Vivre ou des fusils pourquoi ? (court métrage)
- 1974 : Les Jeunes et la vidéo[47] (Ciné Journal Suisse)
- 1975 : L’Avenir du cinéma romand[48] (Ciné Journal Suisse)
- 1978 : documentaire sur le peintre chilien José Venturelli

### Producteur
- 1977 : Mémento, de Francis Reusser (coproduction avec l'Institut national de l'audiovisuel (INA) et la Télévision suisse romande)
- 1979 : Un homme en fuite, de Simon Edelstein[49]
- 1980 : Le Vrai Guignol, de Simon Edelstein[50]
- 1983 : L'Art de fumer le cigare par Zino Davidoff, de François Reichenbach
- 1986 : Nestlé, de François Reichenbach (documentaire sur l'entreprise Nestlé)[1],[51]
- 1988 : Genève, de François Reichenbach[52].
- 1991 : Visages suisses, coréalisation de 13 cinéastes suisses[53],[54]
- 1994 : Passages de la recherche, de Francis Reusser et Emmanuelle de Riedmatten (producteur délégué)[1]
- 1995 : Fernand Raynaud, ses meilleurs sketches distribution TF1 Vidéo en France, Suisse et Belgique[1]
- 1997 : 100 % Arabica, de Mahmoud Zemmouri[49]